# Гаятри-сахасранама

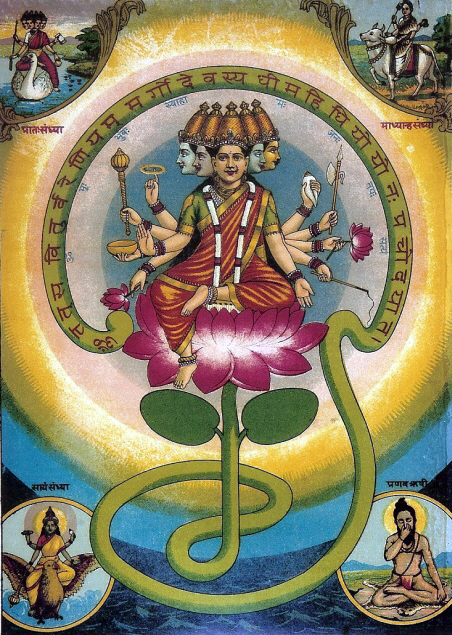
Гаятри-деви

Гаятри-сахасранама (санскр. गायत्री सहस्रनाम, IAST: gāyatrī-sahasranāma, «Тысяча имён богини Гаятри») — священный ритуальный текст индуизма, одна из сахасранам-стотр, обращённая к одной из самых популярных богинь Индии, богине Гаятри (англ.). Гимн включён в состав Девибхагавата-пураны (книга XII, глава 6, стихи 10-155).

Главы с первой по седьмую XII-ой книги Девибхагавата-пураны представляют собой жестко скомпановый раздел, целиком посвящённый различным практикам, связанным с Гаятри-мантрой:
- Глава 1 — называются имена риши и богов, управляющих каждым из 24-х слогов Гаятри-мантры;
- Глава 2 — перечисляются шакти слогов Гаятри-мантры;
- Глава 3 — Гаятри-кавача;
- Глава 4 — описывается «Сердце Гаятри» (IAST: gāyatrī-hṛdaya) и анга-ньяса;
- Глава 5 — Гаятри-стотра;
- Глава 6 — Гаятри-сахасранама-стотра;
- Глава 7 — правила передачи Гаятри-мантры от Гуру к ученику[1]

## Текст
Текстуально текст Гаятри-сахасранамы из Деви-бхагавата-пураны стоит несколько особняком среди остальных сахасранама-стотр. Причина в том, что большинство сахасранам построены по принципу либо простого перечисления имён (имена перечисляются вперемешку, не в алфавитном порядке — как, например, в «Вишну-сахасранама-стотре»), либо все имена в гимне начинаются с какой-либо определённой буквы алфавита деванагари (как, например, одна из «Ганеша-сахасранама-стотр».) Текст же Гаятри-сахасранамы построен с учётом особенностей построения алфавита деванагари — все имена расположены в алфавитном порядке, за исключением последних восьми — Гаятри, Савитри, Парвати, Сарасвати, Источник-Вед, Прекраснобёдрая, Святая-Гаятри, Высшая-Матерь (6,155) — что указывает на то, что эти имена являются наиболее важными для обозначения Богини.
Все имена, перечисленные в Гаятри-сахасранаме, можно разделить на несколько категорий:
- К первой категории принадлежат философские характеристики и имена богини в её изначальном образе.
- Ко второй категории относятся имена проявлений богини разного космогонического уровня.
- К третьей категории относятся эпитеты богини и её проявлений.
- К четвёртой категории относятся имена, которые ассоциируются явлениями природы, флорой, фауной, минералами.
- К пятой категории относятся имена, которые связаны с состояниями и качествами человека.
- К шестой, заключительной категории, принадлежат имена с неясным значением или которые не поддаются переводу.

Также существует Гаятри-сахасранама, отличающаяся от гимна из Деви-бхагавата-пураны. Так, если в тексте Деви-бхагаваты 1008 имён и они перечисляются согласно алфавиту, то вторая Гаятри-сахасранама, во-первых, приводит только 1000 имён, и, во вторых, последовательность имён отличается — так, полностью отсутствуют имена, начинающиеся на гласные звуки, и имена перечислены не в порядке следования букв алфавита деванагари.

## Ритуальная практика
Рецитация Гаятри-сахасранамы довольно популярна в шактийской и шайва-шактийской среде — она читается во время домашних и храмовых богослужений (как пудж, яджн, так и абхишеки), во время праздников, и как элемент личной садханы — в некоторых школах её читают как составную часть Сандхьяванданам (во время Гаятри-упастханы). Часто чтение Гаятри-сахастранамы предваряют чтением Гаятри кавачи (из 3-й главы), Гаятри-стотры (из 5-й главы) и совершают Гаятри-ньясу (согласно главе 4).
Гаятри-сахасранама-стотра может просто читаться так, как записана в самом тексте Деви-бхагавата-пураны, так и как сахасранама-стотра-вали: в этом случае имена читаются в дательном падеже с добавлением «oṃ» перед именем и «namaḥ» — после. Так же при чтении гимна как стотра-вали можно добавить после «oṃ» и перед самим именем биджа-мантру «klīṃ», например:
oṃ klīṃ nityañānāyai namaḥ ..
oṃ klīṃ nirupaṇāyai namaḥ ..
oṃ klīṃ nirguṇāyai namaḥ ..
oṃ klīṃ narmadāyai namaḥ ..378-381

### Из Деви-бхагаваты
- Гаятри-сахасранама-стотра в IAST-транслитерации и в деванагари.
- Гаятри-сахасранама-стотра-вали в IAST-транслитерации и в деванагари.
- Гаятри-сахасранама-стотра: деванагари,IAST, перевод на русский, примечания к переводу.

### Другое
- Гаятри-сахасранама-стотра в IAST-транслитерации и в деванагари.
- Гаятри-сахасранама-стотра-вали в в IAST-транслитерации и в деванагари.
- Гаятри-сахасранама-стотра в IAST-транслитерации и в деванагари.